# Gentianella concinna
Espèce
Classification phylogénétique
Gentianella concinna est une plante herbacée de la famille des Gentianaceae.
Elle est endémique des îles Auckland.

## Description
Ses fleurs vont du blanc au rose foncé